# Granica i kogranica
Granica i kogranica – w teorii kategorii dwie dualne względem siebie konstrukcje będące pewnego rodzaju uogólnieniem pojęć produktu, produktu włóknistego (pull-backu) i ekwalizatora w przypadku granicy oraz pojęć dualnych do wymienionych: koproduktu, koproduktu włóknistego (push-outu) czy koekwalizatora w przypadku kogranicy.

## Definicje

Diagram prezentujący warunki zgodności i uniwersalności.

Granice w kategorii {\displaystyle {\mathcal {C}}} definiuje się za pomocą pojęcia diagramu w {\displaystyle {\mathcal {C}}.} Granicą diagramu {\displaystyle F\colon {\mathcal {I}}\to {\mathcal {C}}} nazywa się dowolny obiekt {\displaystyle L} kategorii {\displaystyle {\mathcal {C}}} wraz z morfizmami {\displaystyle \phi _{i}\colon L\to F(i)} dla każdego obiektu {\displaystyle i} kategorii {\displaystyle {\mathcal {I}}} spełniający następujące warunki:
- zgodność,
dla każdego morfizmu {\displaystyle f\colon i\to j} w {\displaystyle {\mathcal {I}}} zachodzi równość {\displaystyle F(f)\circ \phi _{i}=\phi _{j};}
- uniwersalność,
dla dowolnego innego obiektu {\displaystyle L'} wraz z rodziną morfizmów {\displaystyle \psi _{i}\colon L'\to F(i)} spełniającego powyższy warunek zgodności istnieje jeden i tylko jeden taki morfizm {\displaystyle u\colon L'\to L,} że dla każdego {\displaystyle i} zachodzi {\displaystyle \psi _{i}=\phi _{i}\circ u.}

Obiekty {\displaystyle N} wraz z rodziną morfizmów spełniające warunek zgodności nazywa się stożkami nad diagramem {\displaystyle F.} Stożki nad ustalonym diagramem w {\displaystyle {\mathcal {C}}} tworzą kategorię, w której morfizmy {\displaystyle u\colon M\to N} tej kategorii między pewnymi stożkami {\displaystyle (M,\phi _{i})} spełniają {\displaystyle \psi _{i}=\phi _{i}\circ u.} Wynika stąd, że granice diagramów to obiekty końcowe w kategorii stożków, zatem są wyznaczone jednoznacznie z dokładnością do izomorfizmu.
Kogranicę w kategorii {\displaystyle {\mathcal {C}}} można zdefiniować jako granicę w kategorii przeciwnej {\displaystyle {\mathcal {C}}^{*},} bądź wprost: wprowadzając analogicznie pojęcie kostożka diagramu i definiując kogranicę jako obiekt początkowy w kategorii kostożków.